# Шабанон, Мишель Поль Ги де
Мишель Поль Ги де Шабанон (фр. Michel Paul Guy de Chabanon; 1730—1792) — французский писатель и переводчик. Член Академии надписей и изящной словесности (1760) и Французской академии (1779).

## Биография
Мишель Поль Ги де Шабанон родился во французской колонии Сан-Доминго (ныне: остров Гаити), сначала посвятил себя служению церкви, но, изверившись в иезуитах, руководивших его воспитанием, отдался науке и искусству.
Для поэтического творчества ему не хватало вдохновения, его стихотворные опыты оставались неизменно холодными и сухими. Трагедии его: «Eponine» (1762), «Eudoxie» (1769), «Virginie» и «Sabinus» давались на сцене французского театра, но автору славы не принесли; прозаические переводы Пиндара (1771) и Феокрита (1775) признавались в своё время очень изящными.
Другие его труды: «Eloge de Rameau» (1764); «Sur le sort de la poésie dans ce siècle philosophique» (1764); «Discours sur Pindare et sur la poésie lyrique» (1769); «Vie de Dante» (1773); «Vers sur Voltaire» (1779); «De la musique considérée en elle-même et dans ses rapports avec la parole, les langues, la poésie et le théâtre» (1785). Автобиографический характер носит посмертное сочинение: «Tableau de quelques circonstances de ma vie» (1795).
Брат писателя Шарля-Антуана Шабанона де Могри (1736—1780) также посвятил себя искусству; он перевёл в стихах оды Горация (1773), написал либретто к героическому балету «Филемон и Бавкида» (1774) и к пасторали «Алексис и Дафнэ» (1775), положенным на музыку Госсеком, а также сочинял пьесы для клавесина.